# Átimo
Átimo é um curta-metragem brasileiro de 1997, do gênero drama. Dirigido por Romeu di Sessa, teve em seu elenco os atores Lui Strassburger e Mayara Magri.

## Sinopse
Átimo trata do êxodo da classe média brasileira. Na história, um casal de namorados, Drica e Felipe, planeja se mudar para a Europa. Drica viaja primeiro, para Paris, e Felipe tenciona juntar-se a ela assim que reunir o dinheiro necessário. No entanto, com a mudança da namorada, Felipe volta a encontrar algum sentido em sua vida no Brasil. Após cinco anos, Drica volta ao seu país natal.

## Elenco
- Mayara Magri .... Drica
- Lui Strassburger .... Felipe

## Prêmios
- Melhor Curta em 16mm no Festival de Brasília (1997);[6]
- Prêmio Kikito de melhor média metragem no Festival de Gramado (1997);[7]
- Prêmio Maíra de melhor filme no Brasil CineFest de Munique (1997);[7]
- Melhor Atriz - 16mm no Festival de Brasília em 1997;[8]
- Melhor Direção em 16mm no Festival de Brasília em 1997;[8]
- Os 10 Mais - Escolha do Público no Festival Internacional de Curtas de São Paulo em 1997;[8]
- Melhor filme júri popular do Festival de Cuiabá (1998).[7]